# Northern Ireland Trophy
Die Northern Ireland Trophy war das erste Profi-Snookerturnier in Nordirland.

## Geschichte
Schon 1981 gab es in Nordirland das Northern Ireland Classic, welches aber nichts mit diesem Turnier zu tun hatte.
2005 wurde das Turnier als Northern Ireland Trophy wieder eingeführt, es fand nun jährlich in der Waterfront Hall in Belfast statt. Wie schon 1981 war das Turnier 2005 ein Einladungsturnier – es gab also keine Qualifikation; es wurde in der Saison 2005/06 mit 20 Teilnehmern ausgetragen. Ab der Saison 2006/07 war es ein Weltranglistenturnier mit Qualifikationsrunden. Die Top 32 der Weltrangliste spielten nun gegen 16 Qualifikanten. 2008 wurde das Turnier zum letzten Mal ausgetragen.

## Sieger
| Jahr                                             | Sieger                                           | Finalist                                         | Ergebnis                                         | Saison                                           |
| Northern Ireland Trophy (kein Ranglistenturnier) | Northern Ireland Trophy (kein Ranglistenturnier) | Northern Ireland Trophy (kein Ranglistenturnier) | Northern Ireland Trophy (kein Ranglistenturnier) | Northern Ireland Trophy (kein Ranglistenturnier) |
| ------------------------------------------------ | ------------------------------------------------ | ------------------------------------------------ | ------------------------------------------------ | ------------------------------------------------ |
| 2005                                             | Matthew Stevens                                  | Stephen Hendry                                   | 9:7                                              | 2005/06                                          |
| Northern Ireland Trophy (Ranglistenturnier)      |                                                  |                                                  |                                                  |                                                  |
| 2006                                             | Ding Junhui                                      | Ronnie O’Sullivan                                | 9:6                                              | 2006/07                                          |
| 2007                                             | Stephen Maguire                                  | Fergal O’Brien                                   | 9:5                                              | 2007/08                                          |
| 2008                                             | Ronnie O’Sullivan                                | Dave Harold                                      | 9:3                                              | 2008/09                                          |